# Cléry-Saint-André
Cléry-Saint-André är en kommun i departementet Loiret i regionen Centre-Val de Loire strax norr Frankrikes mitt. Kommunen ligger i kantonen Cléry-Saint-André som tillhör arrondissementet Orléans. År 2022 hade Cléry-Saint-André 3 540 invånare.

## Befolkningsutveckling
Antalet invånare i kommunen Cléry-Saint-André
| Referens: INSEE |